# Туркмено-хорватские отношения
Туркмено-хорватские отношения — внешние отношения между Хорватией и Туркменистаном. Дипломатические отношения между двумя странами были установлены в 1996 году. Обе страны являются полноправными членами ОБСЕ и ООН. Ни у одной из стран нет постоянного посла.

## История
Дипломатические отношения установлены 2 июля 1996 года подписанием совместного коммюнике.

## Политические отношения
Началом активного сотрудничества двух стран положила встреча президента Туркменистана Гурбангулы Бердымухамедова и президента Хорватии Степана Месича, состоявшаяся в сентябре 2007 года в Нью-Йорке в рамках 62-й сессии Генеральной Ассамблеи ООН. Диалог между двумя странами на высшем уровне был продолжен во время встречи президентов двух стран в апреле 2008 года в Бухаресте, где проходил саммит НАТО. Официальный визит Президента Республики Хорватия Степана Месича в Туркмению состоялся в июле 2008 года. Официальный визит Президента Туркменистана Гурбангулы Бердымухамедова в Республику Хорватия состоялся в июне 2009 года. Государственный визит Президента Хорватии Иво Йосиповича в Туркменистан состоялся в апреле 2014 года.

## Дипломатические миссии
Хорватия представлена в Туркменистане через свое посольство в Анкаре (Турция).

## Экономические отношения
Туркменистан закупил у хорватской компании Uljanik два автомобильно-пассажирских парома типа «Ro-Pax».